# Selenicë (kommunhuvudort i Albanien)
Selenicë är en kommunhuvudort i Albanien.   Den ligger i distriktet Rrethi i Vlorës och prefekturen Qarku i Vlorës, i den sydvästra delen av landet, 90 km söder om huvudstaden Tirana. Selenicë ligger 73 meter över havet och antalet invånare är 6 912.
Terrängen runt Selenicë är kuperad åt sydost, men åt nordväst är den platt.  Runt Selenicë är det ganska tätbefolkat, med 86 invånare per kvadratkilometer.. 
Trakten runt Selenicë består till största delen av jordbruksmark.